# أحمد بكير محمود
أحمد بَكير محمود (1346 هـ - 1412 هـ)، عالم مسلم ومؤرخ تونسي.

## سيرته
ولد في 1 يونيو 1928م / 12 ذي الحجة 1346 هـ بـ سوسة، ونشأ في قصر هلال موطن عائلته، وحفظ القرآن، ثم دخل المدرسة الابتدائية. ومن أبرز الأحداث التي وقعت في نهاية تعليمه الابتدائي اعتقاله وسجنه لمشاركته في أعمال شغب ضد المستعمرين الفرنسيين. وبعد خروجه من السجن توجه إلى عاصمة تونس حيث التحق بجامع الزيتونة حيث أكمل المرحلة الثانوية من دراسته. ثم ذهب إلى العراق ليواصل تعليمه العالي في دار المعلمين العالية بـ بغداد، حيث تخرج سنة 1951م بشهادة الإجازة في الآداب العربية وفي التربية. ثم قصد جامعة السربون بـ باريس وبها أعدّ رسالة دكتوراه بعنوان: «تاريخ المدرسة المالكية بالمشرق إلى نهاية القرون الوسطى» بإشراف الأستاذ بلاشير، نوقشت في مايو 1962م. وفي سنة 1962م، عاد إلى تونس للتدريس في كلية الزيتونة للشريعة وأصول الدين. ودعم جهود عميدها آنذاك محمد الفاضل ابن عاشور في تطوير المناهج العلمية والتربوية للكلّية. كما قام بتدريس مادة التشريع الإسلامي في كلية الحقوق بتونس. قام بتدريس اللغة العربية بالمدرسة العليا لضباط البحرية بـ منزل بورقيبة، وفي سنة 1976م تولى عمادة الكلية الزيتونية للشريعة وأصول الدين. كما تولى رئاسة قسم الأديان والمذاهب في المعهد العالي لأصول الدين.
وكان عضواً منتظماً في المؤتمر المسيحي الإسلامي الذي كان ينعقد دورياً في إسبانيا. كما ساهم في العديد من الندوات العلمية داخل تونس وخارجها. له العديد من الأبحاث العلمية المنشورة في المجلات الداخلية والخارجية.
توفي في 25 يوليو 1991م / 13 محرم 1412 هـ بـ قصر هلال، ودفن في مقبرة قصر هلال.

## مؤلفاته
- تاريخ المدرسة المالكية في المشرق إلى أواخر العصر الوسيط (بالفرنسية). نشر كلية الآداب والعلوم الانسانية بتونس، مطبعة الاتحاد العام التونسي للشغل، تونس 1962م.
- من مذاهب التربية والتعليم، تونس 1963م.
- قصر هلال ومعركة التحرير، الشركة التونسية لفنون الرسم، تونس 1975م.
- قيم الحركة السياسية. نشر مركز البحوث الاجتماعية والاقتصادية، الجامعة التونسية.
- الفقه المالكي وخصائصه : بحث نشر ضمن أعمال "ملتقى ابن عرفة"، منشورات الحياة الثقافية، وزارة الثقافة، تونس 1977م.
- المدرسة الظاهرية بالمشرق والمغرب.
- إسهام في تاريخ المذهب الحنبلي.